# Szentmihályfai-patak
Szentmihályfai-patak är ett vattendrag i Ungern.   Det ligger i provinsen Zala, i den västra delen av landet, 180 km väster om huvudstaden Budapest.